# 前川佐美雄賞
前川佐美雄賞（まえかわさみおしょう）は、短歌総合誌『短歌往来』を発行するながらみ書房が主催する短詩型文学賞。2003年に前川佐美雄の生誕100周年に合わせて創設された。前年1年間に刊行された短歌関連の書籍の中から、最もスリリングで優れた歌集・歌書に主として授与される。ただしユニークと思われる短歌関係の辞典、雑誌の特集・企画なども対象となることがあり、短歌全般の広い範囲をカバーしているのが特徴。無差別級の短歌賞を標榜している。中堅以上の歌人による歌集を対象としたながらみ現代短歌賞がその前身。
選考委員は、創設から第20回（2022年）まで佐佐木幸綱、三枝昂之、佐々木幹郎、俵万智、加藤治郎の5名が務めてきた。第21回（2023年）は、いずれも新任の井坂洋子（詩人）・島田修三・本田一弘・松村由利子の4名を委員に迎えて選考が行われた。
受賞者には賞状と賞金50万円（2013年度）が授与される。通例では毎年『短歌往来』6月号誌上にてながらみ書房出版賞と同時発表される。

## 受賞作一覧
- 第1回（2003年） 大口玲子『東北』（雁書館）
- 第2回（2004年） 小池光『茂吉を読む―五十代五歌集』 （五柳書院）
- 第3回（2005年） 山中智恵子『玲瓏之記（もゆらのき）』（砂子屋書房）
- 第4回（2006年） 稲葉京子『椿の館』（短歌研究社）
- 第5回（2007年） 谷岡亜紀『闇市』（雁書館）
- 第6回（2008年） 島田修三『東洋の秋』（ながらみ書房）
- 第7回（2009年） 石川不二子『ゆきあひの空』（不識書院）、特別賞：渡英子『詩歌の琉球』（砂子屋書房）
- 第8回（2010年） 楠見朋彦『塚本邦雄の青春』（ウェッジ）
- 第9回（2011年） 牧水研究会（伊藤一彦会長）編『牧水研究』第8号（鉱脈社）
- 第10回（2012年）馬場あき子『鶴かへらず』（角川書店）
- 第11回（2013年）吉川宏志『燕麦』（砂子屋書房）
- 第12回（2014年）栗木京子『水仙の章』（砂子屋書房）
- 第13回（2015年）本田一弘『磐梯』（青磁社）
- 第14回（2016年）黒瀬珂瀾『蓮喰ひ人の日記』（短歌研究社）
- 第15回（2017年）小紋潤『蜜の大地』（ながらみ書房）
- 第16回（2018年）奥田亡羊『男歌男』（短歌研究社）
- 第17回（2019年）小島ゆかり『六六魚』（本阿弥書店）
- 第18回（2020年）藤島秀憲『ミステリー』（短歌研究社）
- 第19回（2021年）池田はるみ『亀さんゐない』（短歌研究社）
- 第20回（2022年）細川光洋『吉井勇の旅鞄：昭和初年の歌行脚ノート』（短歌研究社）
- 第21回（2023年）水原紫苑『快樂』（短歌研究社）
- 第22回（2024年）川野里子『ウォーターリリー』（短歌研究社）
- 第23回（2025年）加古陽『夜明けのニュースデスク』（ながらみ書房）[1] ISBN 978-4-86629-344-8